# Spogostylum fulvastrum
Spogostylum fulvastrum är en tvåvingeart som först beskrevs av Wray Merrill Bowden 1964.  Spogostylum fulvastrum ingår i släktet Spogostylum och familjen svävflugor. Inga underarter finns listade i Catalogue of Life.